# Linda Joy Singleton
Linda Joy Singleton, född 29 oktober 1957, är en amerikansk författare. Hon skrev sin första bok på 200 sidor när hon var elva och fick sin första bok utgiven en månad innan hon fyllde trettio. Hon bor i Sacramento, Kalifornien.

### Klonad-serien
- 2001 - Klonad nr 229 P ISBN 91-32-14257-9
- 2001 - Klonad nr 1025 F ISBN 91-32-14230-7
- 2002 - Klonad nr 831 F ISBN 91-32-14351-6
- 2002 - Klonad nr 330 F ISBN 91-32-14333-8